# Funabashi (Chiba)
Funabashi (Japans: 船橋市, Funabashi-shi) is een Japanse stad in het noordwesten van de prefectuur Chiba, gelegen aan de Baai van Tokio op 20 km van de Japanse hoofdstad. Funabashi heeft een oppervlakte van 85,64 km² en had bij de volkstelling van 2020 642.907 inwoners.

## Geschiedenis
Als vissersstadje en relais op het kruispunt van de Chiba-route (千葉街道, Chibakaidō ) en de Narita-route (成田街道, Naritakaidō), kende Funabashi in de Edo-periode (1600-1868) een tijdperk van bloei. Sedert de aanleg van een spoorweg langs de oostkust van de Baai (1894) boette Funabashi echter aan belang als centrum voor wegtransport in. Toch kende de stad in het begin van de 20e eeuw een heropleving als gevolg van de bouw van een militaire basis. Dankzij de aanleg van twee bijkomende spoorverbindingen met Tokio kon Funabashi uitgroeien tot een satellietstad onder de rook van Tokio. In 1937 fuseerde Funabashi met het vissersdorpje Katsushika (葛飾). De nieuwe gemeente was voortaan gemachtigd de titel "stad" te voeren.

## Economie
Na de Tweede Wereldoorlog kwam dankzij landwinning een industriegebied tot stand, dat mettertijd aansluiting vond bij het Keiyo-industriegebied (京葉工業地帯, Keiyō kōgyōchitai). De economie behelst er voornamelijk ijzer- en staalbedrijven, machineproducenten, petrochemische fabrieken en voedselverwerkende ondernemingen. Daarnaast verschaft Funabashi als forensengemeente woongelegenheid aan pendelaars naar Chiba en Tokio. Landbouwgebied bleef intact in het noorden van de stad, en vindt in de agglomeratie Tokio zijn grootste afnemer.

## Geboren
- Yoshihiko Noda (1957), premier van Japan (2011-2012)